# Lupinus asplundianus
Lupinus asplundianus är en ärtväxtart som beskrevs av Charles Piper Smith. Lupinus asplundianus ingår i släktet lupiner, och familjen ärtväxter. Inga underarter finns listade i Catalogue of Life.